# Jiří Dušek (herec)
Jiří Čech-Dušek (14. února 1924 Cholina – 20. listopadu 2023 Brno) byl český herec. Kromě divadla se věnoval také televizi, filmu, hlasovému herectví včetně dabingu, pedagogické práci a hudebnímu komponování.

## Život
Jiří Dušek se narodil 14. února 1924 v Cholině (okres Olomouc) na Hané v rodině pravoslavného kněze Jaroslava Deutsche. Již v dětství si osvojil hru na klavír a kostelní varhany, ale též na většinu strunných nástrojů. Za druhé světové války byl nuceně nasazený, po válce si rodina změnila příjmení na Čech, Jiří však později začal používat příjmení své matky za svobodna – Dušek.
Po druhé světové válce stál u zrodu Satirického divadla Večerní Brno, nicméně většinu svého života spojil s brněnským Divadlem bratří Mrštíků (dnes Městské divadlo Brno), kde ztvárnil řadu rolí. Často účinkoval v televizních inscenacích brněnského studia Československé televize, z jeho filmové tvorby stojí za připomenutí především úloha francouzského ministra Victora de Lacroix ve dvoudílném velkofilmu Dny zrady (1973) nebo televizní seriál Legenda o živých mrtvých (1971), kde se představil v roli dobromyslného důstojníka německé policie majora Lenze.
Věnoval se také dabingu a rozhlasové tvorbě, kde vystupoval nejen jako herec v inscenacích, ale také jako hudební režisér nebo komponista scénické hudby. V roce 1990 z divadelního života nečekaně odešel a sporadicky působil již jen v rozhlase a dabingu, snad aby se naplno mohl věnovat své celoživotní vášni, vážné hudbě zejména z počátku dvacátého století. V roce 2009 obdržel od Herecké asociace Cenu Františka Filipovského za celoživotní mistrovství v dabingu.

### Osobní život
Jiří Dušek žil v Brně, měl dceru Barboru, vnuky Jiřího a Jana a pravnuky Pavla, Tomáše (Jiří) a pravnučky Vanesu, Nikolu a Kláru (Jan). Zemřel v Brně 20. listopadu 2023 ve věku 99 let. Jeho manželka Milada zemřela o více než dvacet let před ním, v roce 2002.[zdroj?]